# Марки, Джованни Антонио
Джованни Антонио Марки, Джан Антонио Марки, Иоганнес Антониус Марки (итал. Giovanni Antonio Marchi, нем. Johannes Antonius Marchi; 1727—1807) — итальянский мастер музыкальных инструментов.

## Биография
Родился в 1727 году
Был учеником Джованни Флориано Гвиданти.
Оставил неизданный трактат об искусстве изготовления струнных инструментов (1786) — возможно, первый подробный труд этого рода, опубликованный к 200-летию этого сочинения с комментариями современного скрипичного мастера Роберто Регацци.
Умер в 1807 году.